# Émile Cossé
Pour les autres membres de la famille, voir Famille Cossé.
Émile Cossé, né à Nantes le 6 février 1830 et mort à Paris le 22 février 1892, est un médecin, industriel raffineur, essayiste politique, collectionneur et mécène français.

## Biographie
Émile André Cossé est le fils d'André Cossé (1806-1858), fondateur des raffineries Cossé-Duval, et d'Aimée Victoire Duval. Élève au lycée de Nantes, il refuse de se former aux affaires et est reçu docteur en médecine à Paris en 1856, faisant son internat aux Hôpitaux de Nantes. Bien qu'il n'exercera pas, il institue plusieurs prix à l'École de médecine (prix Émile-Cossé, prix Marcé, prix Malherbe, prix Guépin). 
En 1865, il reprend avec ses trois frères (Victor, Dominique et Aristide Cossé) le contrôle total de la société Cossé-Duval. L'entreprise occupe dès lors le premier rang dans l'industrie du candi en France.
Il se consacre à la philosophie politique, publiant plusieurs ouvrages constitutionnels. 
En 1882, il est candidat aux élections cantonales dans le canton de Dourdan (Seine-et-Oise), mais échoue face à Georges Vian.
En 1891, il fait don à la bibliothèque municipale de Nantes d'une collection de 394 volumes de journaux français datant de 1869 à 1876. Il lègue également à la ville de Nantes des œuvres d'art qui prendront place au Musée des beaux-arts de Nantes en 1893. Mécène, avec son frère Victor, du sculpteur Charles-Auguste Lebourg, plusieurs des œuvres de ce dernier se trouve dans le legs, en particulier La Prêtresse d'Euleusis.

## Œuvres
- 1856 : « Essai sur la volonté dans les maladies mentales »
- 1878 : « Affaire de La Pretresse d'Eleusis et du Joyeulx-Devis »
- 1878 : « Critique des opérations du jury de la sculpture et de la composition des jurys des Beaux-Arts de l'Exposition universelle »
- 1878 : « Lettre à M. le Ministre de l'Instruction publique et des Beaux-Arts »
- 1880 : « Danger du socialisme. Inconstitutionnalité des traités de commerce, pour servir de préface à la critique de la conversion »
- 1880 : « Pétition contre les traités de commerce éventuels adressée aux Chambres »
- 1880 : « Critique de la conversion. Réfutation des théories conversionnistes »
- 1882 : « Études constitutionnelles du principe de la souveraineté. Essai sur les causes de l'instabilité des institutions politiques de la France depuis 1789 »
- 1883 : « La dynamite entreposée à la porte de Paris: Critique de la loi sur explosifs, adressée au Parlement… »
- 1883 : « Théorie de la responsabilité politique »
- 1884 : « La dette publique et les droits de l'État »
- 1889 : « La constitution future: antique de la situation, Rappel aux principes »

## Hommages
- Rue Émile-Cossé, à Nantes
- Impasse Émile-Cossé, à Nantes